# Horror
Horror (lateinisch für ‚Schauder‘, ‚Grausen‘, ‚Entsetzen‘) ist ein Genre der spekulativen Fiktion, das verängstigen, erschrecken oder verekeln soll. Oft kann die zentrale Bedrohung eines Werkes des Horrors als Metapher für größere Ängste einer Gesellschaft interpretiert werden.

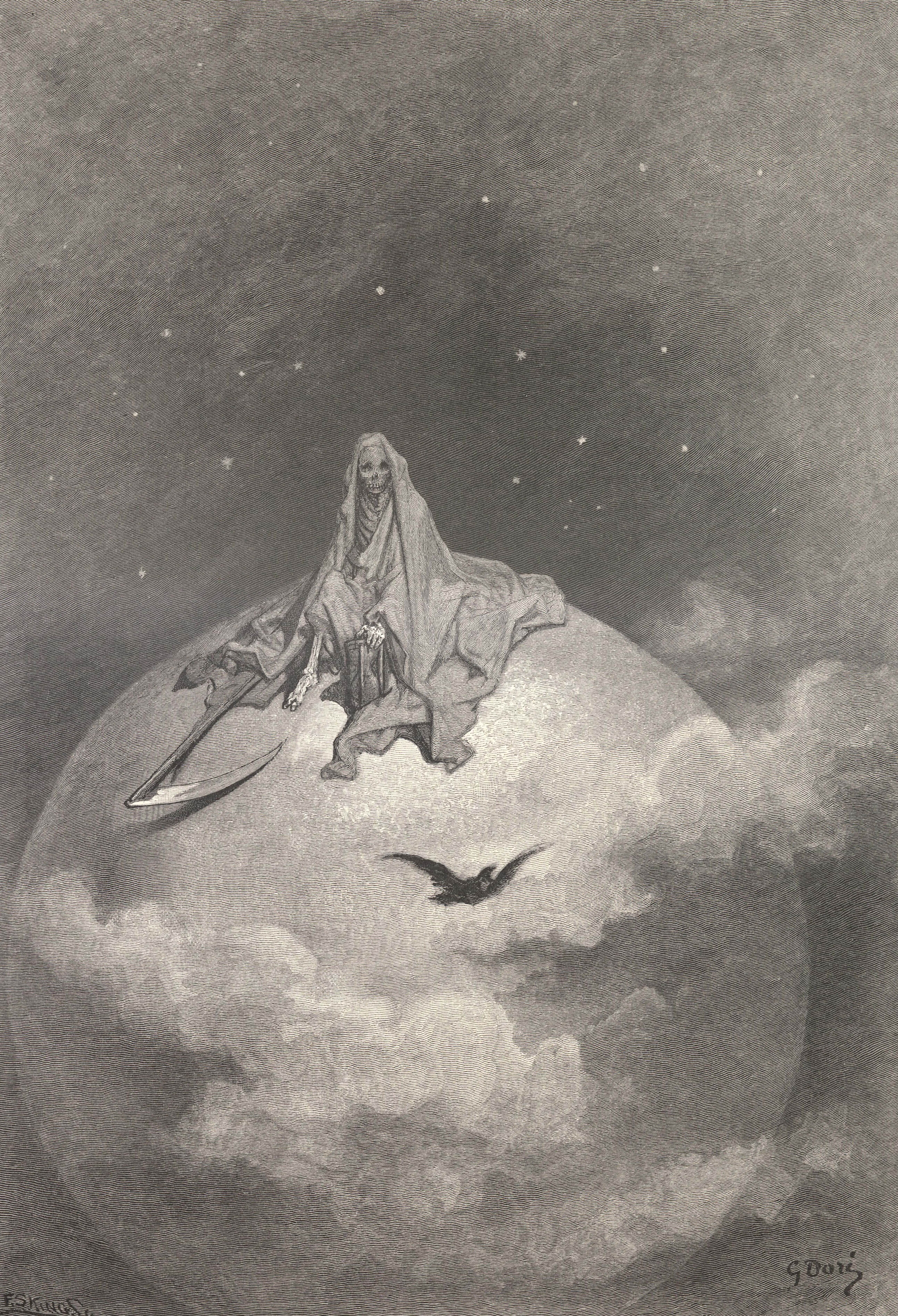
Eine Illustration des Poe's „Der Rabe“ von Gustave Doré

Das Genre findet seine wichtigsten Ausprägungen in der Horrorliteratur und dem Horrorfilm, außerdem aber auch in der Musik (z. B. Horrorpunk und Horrorcore) und der bildenden Kunst, sowie in Horrorspielen.

## Eigenschaften

### Charakter des Genres
Grundlegend kann der Horror zur Phantastik gezählt werden, da die Grenzen zwischen Realität und Fantasie aufgehoben werden. Den Unterschied zu anderen Vertretern der Phantastik bildet der Umgang mit dem Übernatürlichen. Trotz der unzähligen Möglichkeiten der Fiktion bleibt die Welt des Horrors bis auf wenige Ausnahmen oft deckungsgleich mit der Realität. Häufig werden fiktive Charaktere in eine Welt geworfen, bei der der Rezipient ansonsten keinen Unterschied zur eigenen Realität ausmachen kann. Durch Brüche in dieser Welt, wie übernatürliche bzw. nicht erklärbare Phänomene, erzeugt das Medium Angst, Ekel und Grauen. Dabei wird durch diese Phänomene und der realitätsgetreuen, fiktionalen Welt erreicht, dass der Rezipient das Übernatürliche logisch erklären will. Mit diesen Interpretationen spielt das Genre, denn das Erwartete wird gestört und verändert. Trotzdem muss das vermeintlich Unmögliche bis zu einem gewissen Grad durch Erklärungen plausibilisiert werden, damit der Horror als nachvollziehbar verstanden wird.

### Abgrenzung zu anderen Genres
Vom Märchen grenzt sich Horror in der Art des Realitätsbruches ab: Während das Unerklärliche in Märchen oft die Lösung oder Rettung darstellt, ist es im Horror für gewöhnlich das Problem. Weitere Abgrenzung lässt sich durch die Legitimation der Gewalt finden. Der Horror benötigt keinen Grund, um Gewalt jedes Ausmaßes darzustellen, und einige Vertreter des Genres zeichnen sich gar durch scheinbar sinnlose und exzessive Brutalität aus, wohingegen das Märchen und viele andere Genres klare Gründe für Gewalt anbringen.
Unterschiede zu Fantasy und Science-Fiction finden sich im Aufbau der fiktionalen Welt. Während erstere extreme Fantasiewelten schaffen, spiegelt der Horror weitestgehend die reale Welt wider. Dadurch verändert sich der Effekt des Übernatürlichen ins Gegenteil. In der Fantasy-Welt ist das Übernatürliche Teil der Welt und damit Teil der fiktionalen Weltordnung, während es im Horror die Grundlage von Angst und Grauen darstellt.
Der Thriller hingegen teilt sich mit dem Horror eine realitätsnahe Welt, jedoch wird beim Thriller das Übernatürliche nicht als real existierend angesehen oder zumindest mit den realen Naturgesetzen aufgelöst.

### Figuren und Themen
Obwohl der Horror von der Realität trennbar ist und somit unendlich viele Themen zur Verfügung stünden, bilden nur wenige Charaktere und Themen die Grundlage für einen großen Teil des Horrorgenres. Trotzdem gelten Horror und seine klassischen Figuren als extrem wandelbar, was sich unter anderem auf die Aktualität zurückführen lässt, zu der ein Horrorwerk gezwungen ist. Zudem muss er sich mehr als andere Genres an die Entwicklungen und Ängste der Gesellschaft anpassen. Andererseits führen auch die klassischen Halbwesen, wie Tiermenschen, Zombies und andere, zur Mehrdeutigkeit und Aktualität, da sie keine starren oder festen Eigenschaften besitzen.
Zu den vorherrschenden Elementen gehören Geister, Dämonen, Vampire, Werwölfe, Ghule, der Teufel, Hexen, Monster, Außerirdische, dystopische und postapokalyptische Welten, Serienmörder, Kannibalismus, Psychopathen, Kulte, dunkle Magie, Satanismus, Blut und Folter.

## Geschichte

### Vor 1000

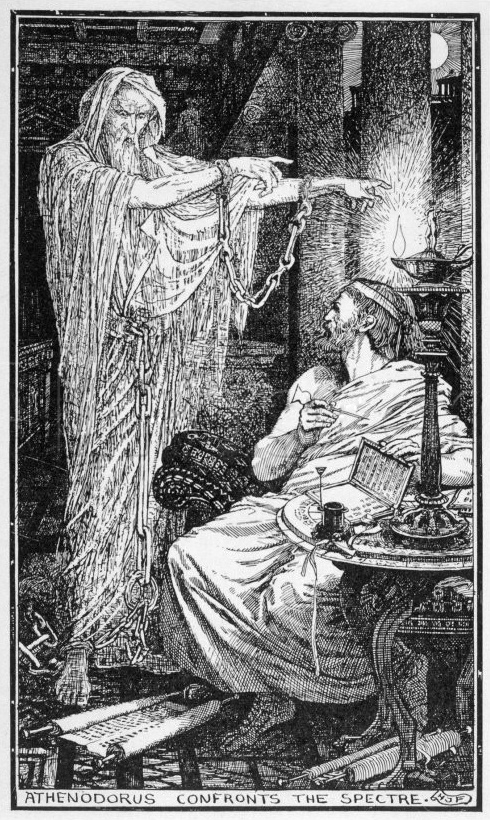
Athenodorus und der Geist, von Henry Justice Ford, c. 1900

Das Horror-Genre hat uralte Ursprünge, mit Wurzeln in Folklore und religiösen Traditionen, die sich auf den Tod, das Leben nach dem Tod, das Böse, das Dämonische und das Prinzip der in der Person verkörperten Sache konzentrieren. Diese manifestierten sich in Geschichten von Wesen wie Dämonen, Hexen, Vampiren, Werwölfen und Geistern. Die europäische Horrorliteratur etablierte sich durch Werke der alten Griechen und alten Römer. Mary Shelleys Frankenstein-Roman von 1818 wurde stark von der Geschichte von Hippolytus beeinflusst, den Asclepius von seinem Tod wiederbelebt. Euripides schrieb Theaterstücke basierend auf der Geschichte, Hippolytos Kalyptomenos und Hippolytus. In Plutarchs Parallelbiografien beschreibt der Autor den Geist eines Mörders, Damon, der selbst in einem Badehaus in Chaironeia ermordet wurde.
Plinius der Jüngere (61 bis ca. 113) erzählt die Geschichte von Athenodorus Kananites, der in Athen ein Spukhaus kaufte. Athenodorus war misstrauisch, da das Haus zu günstig schien. Während er ein Buch über Philosophie schrieb, wurde er von einer in Ketten gefesselten Geistergestalt besucht. Die Gestalt verschwand im Hof; am folgenden Tag fanden die Magistrate im Hof ein unbeschriftetes Grab.
Elemente des Horrorgenres kommen auch in biblischen Texten vor, insbesondere im Buch der Offenbarung.

### Nach 1000

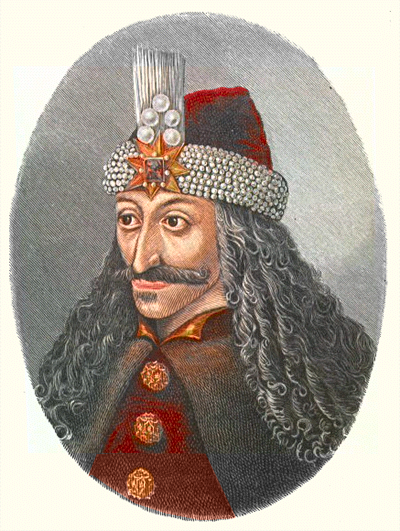
Ein Druck von Vlad III

Werwolfgeschichten waren in der mittelalterlichen französischen Literatur beliebt. Eines der zwölf Lais von Marie de France ist eine Werwolfgeschichte mit dem Titel „Bisclavret“.
Die Gräfin Yolande gab eine Werwolfgeschichte mit dem Titel „Guillaume de Palerme“ in Auftrag. Anonyme Autoren verfassten zwei Werwolfgeschichten, „Biclarel“ und „Melion“.
Viel Horrorliteratur ist von grausamen Persönlichkeiten des 15. Jahrhunderts inspiriert. Dracula lässt sich auf den Prinzen der Walachei Vlad III zurückführen, dessen mutmaßliche Kriegsverbrechen in deutschen Flugblättern veröffentlicht wurden. Die mutmaßlichen Serienmörder-Amokläufe von Gilles de Rais gelten als Inspiration für „Blaubart“. Das Motiv der Vampirin leitet sich vor allem von der realen Adligen und Mörderin Elizabeth Bathory ab und trug im 18. Jahrhundert zur Entstehung der Horrorliteratur bei, beispielsweise durch László Turóczis Buch Tragica Historia von 1729.

### 18. Jahrhundert

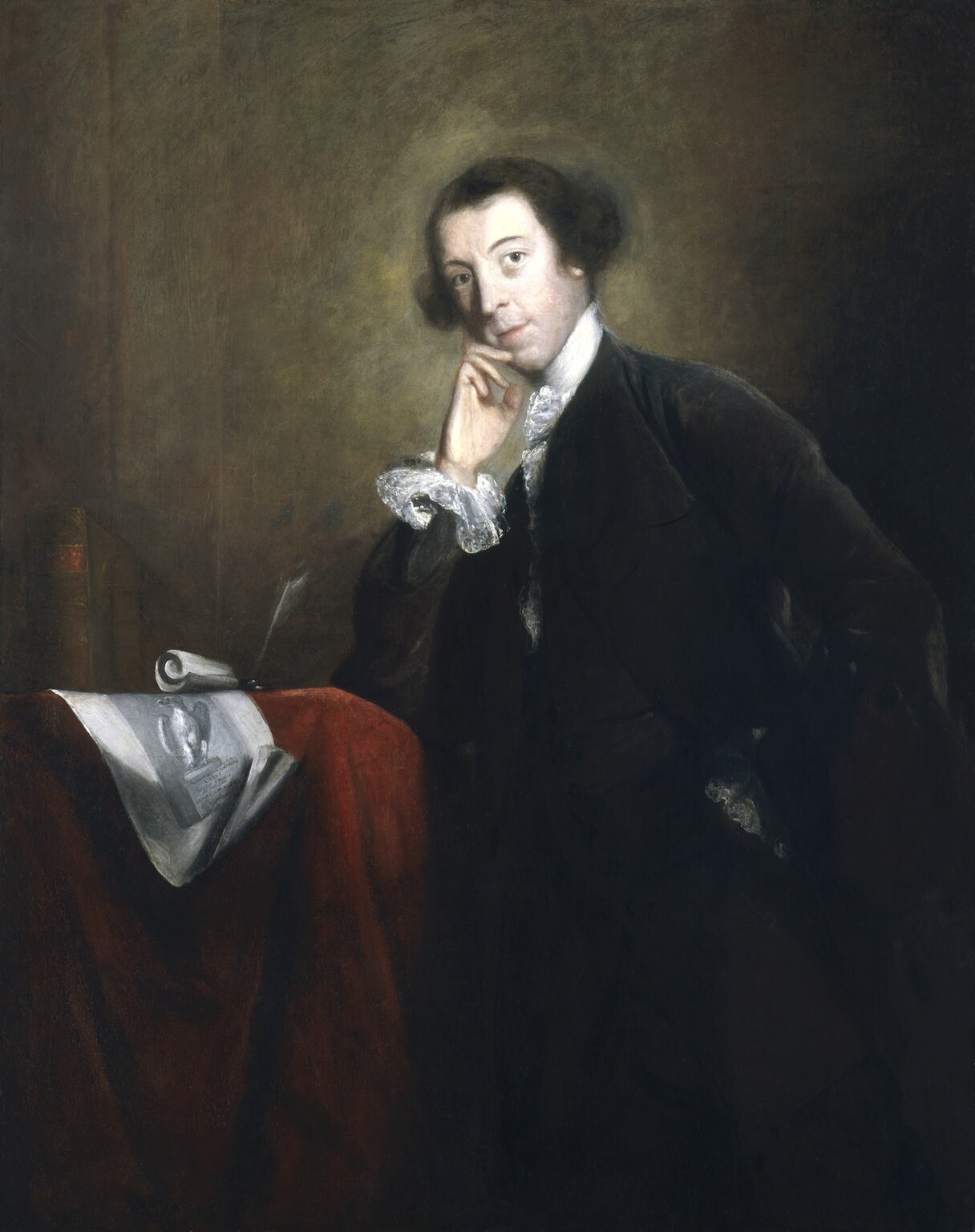
Horace Walpole schrieb den ersten gotischen Roman The Castle of Otranto (1764) und begründete damit eine neue literarische Gattung.

Das 18. Jahrhundert sah die allmähliche Entwicklung der Romantik und des Gothic-Horror-Genres. Es stützte sich auf das schriftliche und materielle Erbe des Spätmittelalters und fand seine Form in Horace Walpoles wegweisendem und umstrittenem Roman von 1764, The Castle of Otranto. Tatsächlich wurde die Erstausgabe als mittelalterlicher Roman getarnt, der vermeintlich von einem Übersetzer entdeckt und neu veröffentlicht wurde. Sobald das Werk als zeitgenössisch enttarnt wurde, wurde der Roman als anachronistisch, reaktionär oder einfach geschmacklos verurteilt, erwies sich allerdings trotzdem als beliebt. Otranto inspirierte Vathek (1786) von William Beckford, A Sicilian Romance (1790), The Mysteries of Udolpho (1794) und The Italian (1796) von Ann Radcliffe und The Monk (1797) von Matthew Lewis. Ein beträchtlicher Teil der Horrorliteratur dieser Ära wurde von Frauen geschrieben und an ein weibliches Publikum vermarktet.

### 19. Jahrhundert

Malerei von Mary Shelley, Autorin des Romans Frankenstein und damit Begründerin der gleichnamigen Figur.

Die Gothic-Tradition erblühte im 19. Jahrhundert zu dem Genre, das moderne Leser heute Horrorliteratur nennen. Einflussreiche Werke und Charaktere, die bis heute in Fiktion und Film ihren Widerhall finden, fanden ihren Ursprung in „Hänsel und Gretel“ (1812) der Gebrüder Grimm, „Frankenstein“ (1818) von Mary Shelley, „Der Vampyre“ (1819) von John Polidori und „Melmoth the Wanderer“ von Charles Maturin (1820), Washington Irvings „The Legend of Sleepy Hollow“ (1820), Jane C. Loudons The Mummy!: Or a Tale of the Twenty-Second Century (1827), Victor Hugos The Hunchback of Notre Dame (1831), Thomas Peckett Prests Varney the Vampire (1847), die Werke von Edgar Allan Poe, die Werke von Sheridan Le Fanu, Robert Louis Stevensons Strange Case of Dr Jekyll and Mr Hyde (1886), Oscar Wildes The Picture of Dorian Gray (1890), H. G. Wells’ Der unsichtbare Mann (1897) und Bram Stokers Dracula (1897). Jedes dieser Werke schuf eine dauerhafte Ikone des Grauens, die in späteren Neuinszenierungen im Druck, der Bühne und der Leinwand zu sehen ist.

### 20. Jahrhundert

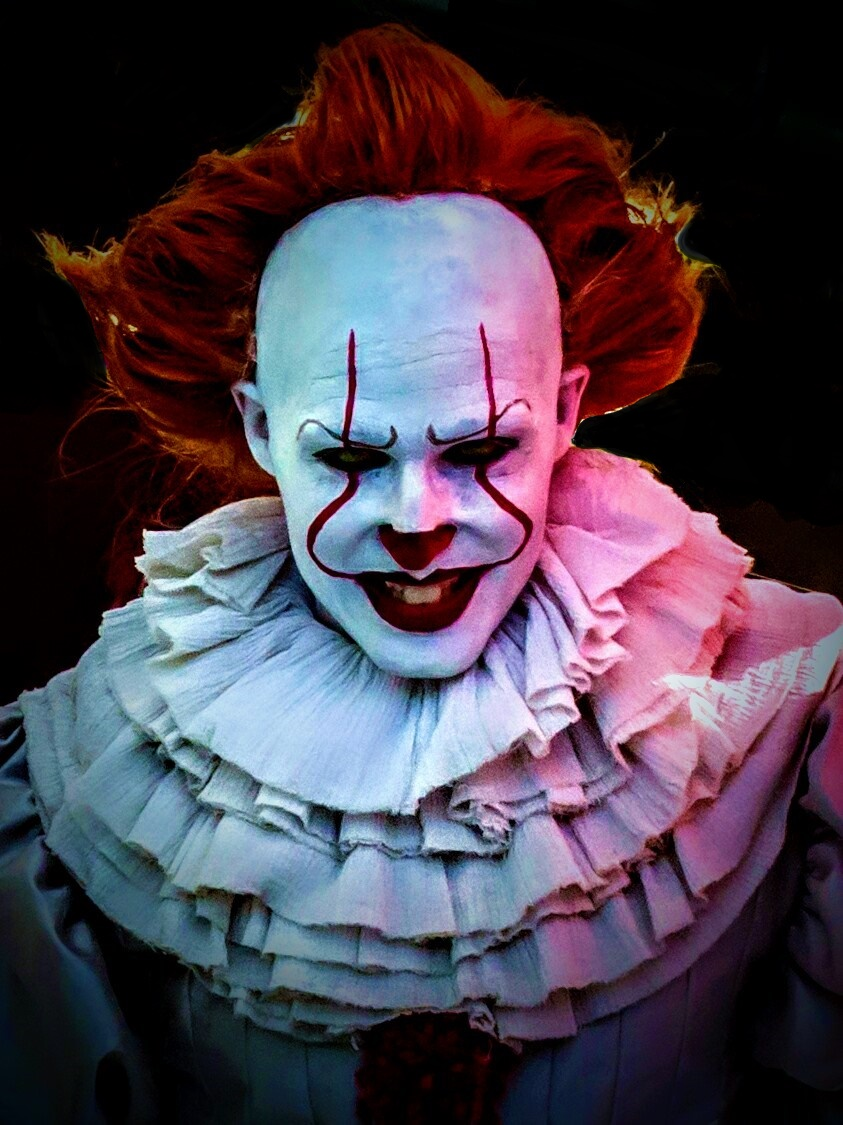
Cosplay des Pennywise, Manifestation des Antagonisten des gleichnamigen Stephen King Romans Es.

Eine wachsende Verbreitung von Zeitschriften führte um die Jahrhundertwende zu einem Boom des geschriebenen Horrors. Zu den Vertretern zählte beispielsweise Gaston Leroux, der seine Le Fantôme de l’Opéra veröffentlichte, bevor sie 1910 zu einem Roman wurde. Ein anderer Autor, der sich auf Horrorliteratur für Mainstream-Pulps wie das All-Story Magazine spezialisierte, war Tod Robbins, dessen Romane sich thematisch vor allem mit dem Wahnsinn und der Grausamkeit befassten. In Russland machte der Schriftsteller Alexander Beljajew diese Themen in seiner Geschichte Professor Dowell's Head (1925) populär, in der ein Arzt Kopftransplantationen und Reanimationen an aus dem Leichenschauhaus gestohlenen Körpern durchführt. Später entstanden die ersten Magazine für Horrorautoren, darunter Weird Tales und Unknown Worlds.
Viele einflussreiche Horrorautoren des frühen 20. Jahrhunderts haben über solche Medien ihre Reichweite entwickelt. Insbesondere der Horrorautor H. P. Lovecraft, welcher mit seinem Cthulhu-Mythos das Genre des kosmischen Horrors prägte, und M. R. James, der Geistergeschichten zu dieser Zeit neu bestimmte.
Der Serienmörder wurde zu einem wiederkehrenden Thema. Sensationsjournalismus und die Berichterstattung der Regenbogenpresse führten dazu, dass dieses Phänomen über verschiedene Mörder, wie Jack the Ripper, Carl Panzram, Fritz Haarmann oder Albert Fish, aufrechterhalten wurde. Der Trend setzte sich in der Nachkriegszeit fort, teilweise wiederbelebt durch die Morde von Ed Gein. 1959 schrieb Robert Bloch, inspiriert von den Morden, den Roman Psycho. Die 1969 von der Manson Family begangenen Verbrechen beeinflussten das Slasher-Thema in der Horrorliteratur der 1970er Jahre. Im Jahr 1981 schrieb Thomas Harris den Roman Roter Drache und stellte damit Dr. Hannibal Lecter vor. 1988 erschien die Fortsetzung des Romans, Das Schweigen der Lämmer.
Das frühe Kino wurde von vielen Aspekten der Horrorliteratur inspiriert und begründete eine starke Tradition von Horrorfilmen und deren Subgenres, die bis heute andauert. Die Slasher- und Splatterfilme der 1960er und 1970er Jahre lösten in Bezug auf die grafische Darstellung von Gewalt die Comics der 1950er Jahre, wie Tales From The Crypt und andere Werke von EC Comics, ab.
Das moderne Zombie-Thema, das sich mit dem Motiv der lebenden Toten beschäftigt, geht zurück auf Werke wie H. P. Lovecrafts Geschichten „Cool Air“ (1925), „In The Vault“ (1926) und „The Outsider“ (1926) oder Dennis Wheatleys „Strange Conflict“ (1941). Richard Mathesons Roman I Am Legend (1954) beeinflusste ein ganzes Genre apokalyptischer Zombie-Romane, die durch die Filme von George A. Romero versinnbildlicht wurden.
In den späten 1960er und frühen 1970er Jahren bewegte der enorme kommerzielle Erfolg der drei Bücher Rosemary’s Baby (1967) von Ira Levin, Der Exorzist von William Peter Blatty und The Other von Thomas Tryon Verlage dazu, immer mehr Horrorromane zu veröffentlichen und so einen „Horrorboom“ zu verursachen.

Ab den 1980er Jahren entwickelten sich die ersten Horrorspiele, welche sich aufgrund von Einschränkungen der Konsolen und Computer allerdings lange auf schriftliche Beschreibungen oder auf Horrorbilder in den Zwischensequenzen beschränkten. Mit den 1990er Jahren kamen die ersten immersiveren Spiele wie Alone in the Dark (1992), welches 3D-Figuren einführte, auf den Markt. Die technischen Neuerungen ebneten den Weg für bekanntere Vertreter des Horrorspiels, wie das Resident Evil Franchise (1996), welches den Survival Horror definierte, oder Silent Hill (1999), das psychologische Horrorspiele als Genre prägte.

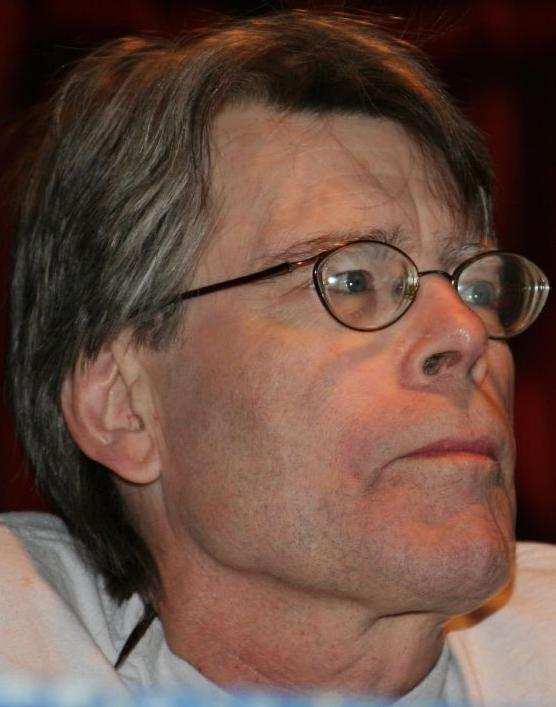
Stephen King, aufgrund seines Erfolgs als Horror-Autor des 20./21. Jahrhunderts häufig als „King of Horror“ betitelt.

Die Horrorfiktion des späten 20. Jahrhunderts wurde maßgeblich durch die Werke von Stephen King geprägt. Mit Carrie, The Shining, Es, Sie, mehreren Dutzend anderen Romanen und etwa 200 Kurzgeschichten gilt King als der erfolgreichste Horror-Autor aller Zeiten und prägt das Literatur-Genre bis in die Gegenwart. Andere beliebte Horrorautoren dieser Zeit waren Anne Rice, Brian Lumley, Graham Masterton, James Herbert, Dean Koontz, Clive Barker, Ramsey Campbell und Peter Straub.

### 21. Jahrhundert
Während Horrorspiele bis in die 1990er Jahre von Horrorfilmen inspiriert waren, beeinflussten Horrorspiele später die Horrorfilme in den 2000er Jahren. Der Erfolg von Resident Evil und House of the Dead entfachte in den 2000er Jahren ein erneutes Interesse an Zombiefilmen und beeinflusste Hit-Zombiefilme wie 28 Days Later (2002), die Resident-Evil-Filmreihe, Dawn of the Dead (2004) und Shaun of the Dead (2004). Mit dem Wachstum von Indie-Spielen in den 2010er-Jahren erfuhren Horrorspiele, als bis dahin experimentelles Genre, ebenfalls einen Popularitätszuwachs. Zudem erfreuen sich Horrorspiele in Let’s Plays und Streams einer besonderen Beliebtheit, weswegen sie seit den frühen 2010er-Jahren besonders von den neuen Medien profitieren.
Neben den Zombiefilmen war ein großer Teil des im neuen Jahrhundert kommerziell erfolgreichen Horrorfilms von Hommagen und Remakes sowohl amerikanischer als auch asiatischer Filme geprägt. An amerikanischen Horrorfilmen wurden dabei vor allem die Filme der 1970er- und 1980er-Jahre wiederverwertet – Beispiele dafür sind Michael Bay’s Texas Chainsaw Massacre (2003) und The Hills Have Eyes – Hügel der blutigen Augen (2006) von Alexandre Aja. George Romeros Dawn of the Dead von 1978 erfuhr gleich zwei Neufassungen: einmal in dem rasant inszenierten Remake von Zack Snyder, Dawn of the Dead (2004), das andere Mal in der Horror-Parodie Shaun of the Dead aus demselben Jahr. Der asiatische Horrorfilm fand durch den Videoverleih und amerikanische Remakes ein internationales Publikum. So wurden unter anderem erfolgreiche japanische Filmserien wie Ringu (1998) und Ju-on (2000) als Ring (2002) und The Grudge (2004) neu verfilmt. Mit dem bereits 1999 gedrehten The Sixth Sense und The Others (2001) wurde aber auch der Geisterfilm neu belebt.